# William H. Calkins

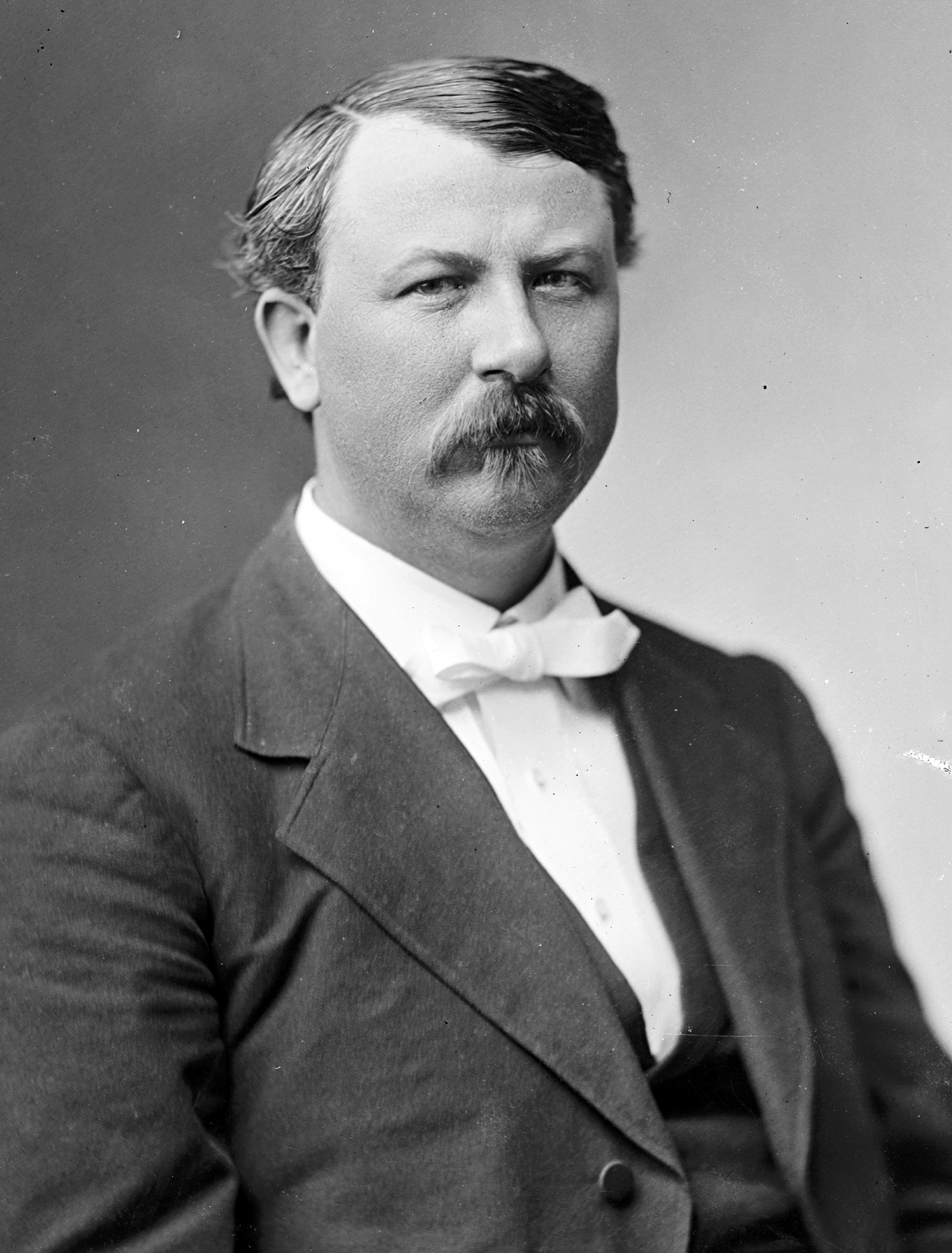
William H. Calkins

William Henry Calkins (* 18. Februar 1842 im Pike County, Ohio; † 29. Januar 1894 in Tacoma, Washington) war ein US-amerikanischer Politiker. Zwischen 1877 und 1884 vertrat er den Bundesstaat Indiana im US-Repräsentantenhaus.

## Werdegang
Nach einem Jurastudium und seiner Zulassung als Rechtsanwalt begann William Calkins in diesem Beruf zu arbeiten. Während des Bürgerkrieges diente er zwischen 1861 und 1865 mit einer Unterbrechung von drei Monaten im Jahr 1863 im Heer der Union. Nach dem Krieg ließ er sich in La Porte (Indiana) nieder. Zwischen 1866 und 1870 fungierte Calkins als Staatsanwalt im neunten Gerichtsbezirk von Indiana.
Politisch war er Mitglied der Republikanischen Partei. Im Jahr 1871 wurde er in das Repräsentantenhaus von Indiana gewählt. Bei den Kongresswahlen des Jahres 1876 wurde er im zehnten Wahlbezirk seines Staates in das US-Repräsentantenhaus in Washington, D.C. gewählt, wo er am 4. März 1877 die Nachfolge von William S. Haymond antrat. Nach drei Wiederwahlen konnte er bis zu seinem Rücktritt am 20. Oktober 1884 im Kongress verbleiben. Seit 1881 vertrat er als Nachfolger von John Harris Baker den 13. Distrikt von Indiana. Von 1881 bis 1883 leitete er den Wahlausschuss.
1884 kandidierte Calkins für das Amt des Gouverneurs von Indiana, unterlag aber dem Demokraten Isaac P. Gray mit 48:50 Prozent der Stimmen. Anschließend zog er nach Tacoma im Washington-Territorium. Zwischen April 1889 und der Gründung des Staates Washington im November 1889 war er dort Richter mit Bundesbefugnissen (United States Associate Justice). Danach zog er sich in den Ruhestand zurück. William Calkins starb am 29. Januar 1894 in Tacoma, wo er auch beigesetzt wurde.